# 985 Rosina
985 Rosina là một tiểu hành tinh bay quanh Mặt Trời.